# Аллюзия
Аллю́зия (лат. allusio «намёк, шутка») — стилистическая фигура, содержащая указание, аналогию или намёк на некий литературный, исторический, мифологический или политический факт, закреплённый в текстовой культуре или в разговорной речи. Материалом при формулировке аналогии или намёка, образующего аллюзию, часто служит общеизвестное историческое высказывание, какая-либо крылатая фраза или цитата из классической поэзии.
Французский писатель Шарль Нодьё предлагал такое определение: «Намёк, или аллюзия, есть умение к месту привести цитату, придав ей смысл, какого она первоначально не имела». Переосмысленные цитаты могут использоваться для названий книг (например, «Алмазный мой венец» Валентина Катаева). Зачастую переосмысленные цитаты приобретают пародийный оттенок.
Материал для аллюзий часто дают библейские сюжеты. Например, название фильма «В. Давыдов и Голиаф» отсылает к широко известному библейскому сюжету про Давида и Голиафа (Библия, 1Цар. 17:49-51).
В других случаях могут использоваться названия более ранних произведений. Например, доктор Джеймс Типтри-младший дебютировала в научно-фантастической литературе рассказом «Рождение коммивояжёра» (1968), в названии которого видна аллюзия, отсылающая читателя к названию пьесы американского драматурга Артура Миллера «Смерть коммивояжёра» (1949), а в названии российского сериала «Всегда говори „всегда“» — аллюзия на фильм о Джеймсе Бонде «Никогда не говори „никогда“».
В отличие от реминисценции, чаще используется в качестве риторической фигуры, требующей однозначного понимания и прочтения.
Нередко возникают сложности с употреблением термина «аллюзия» в устной и письменной речи, а именно с выбором управления. С одной стороны, определение аллюзии как намёка подсказывает пишущему управление с предлогом на (аллюзия на что-то). С другой стороны, аллюзия как отсылка предполагает, что будет употреблён предлог к (аллюзия к чему-то).

## Примеры
Множество примеров аллюзии можно встретить в творчестве В. В. Набокова, например в романе Ада:
- Простая аллюзия содержится уже в самом названии романа англ. "Ada or Ardor": слово англ. "ardor" является когнитивным корнем и аллюзией к англ. "odor", то есть рус. аромат.
- В этом же романе, более сложная аллюзия звучит в песне «неповторимого гения»: 
 «Nadezhda, then I shall be back, when the true batch outboys the riot.»
 Фраза «true batch outboys the riot» является аллюзией, которая фонетически передаёт известный текст Булата Окуджавы «трубач отбой сыграет» из стихотворения Сентиментальный марш.